# Метальников, Пётр Иванович
Пётр Ива́нович Метальников (27 сентября (8 октября) 1900 года, с. Малая Алабуха, Борисоглебский уезд, Тамбовская губерния — 30 марта 1970 года, Краснодар) — советский военный деятель, генерал-майор (14 октября 1943 года).

## Начальная биография
Пётр Иванович Метальников родился 27 сентября (8 октября) 1900 года в селе Малая Алабуха ныне Грибановского района Воронежской области.
Жил в Борисоглебске и работал продавцом в бакалейно-гастрономическом магазине купца Ильичёва, а с октября 1916 года — помощником жаровщика на маслобойном заводе Попова.

## Военная служба

### Гражданская война
8 января 1918 года добровольно вступил рядовым бойцом в ряды 1-го Борисоглебского красногвардейского полка, который в феврале был влит в ряды РККА. Принимал участие в боевых действиях против войск под командованием генералов А. М. Каледина и П. Н. Краснова в районе станиц Урюпинская, Усть-Медведицкая, Вёшенская и у города Камышин. 8 августа 1918 года ранен в правую руку в районе станицей Вёшенская.
После выздоровления в мае 1919 года Метальников направлен в 1-й отдельный стрелковый батальон (14-я армия, Юго-Западный фронт), действовавший в районах городов Кременчуг, Ромны, Хутор-Михайловский, Глухов.
В октябре назначен на должность командира отделения в составе 57-го отдельного стрелкового батальона, а в период с декабря 1919 года по июль 1920 года проходил подготовку на командных курсах при штабе 14-й армии в Кременчуге, находясь на которых, в феврале 1920 года принимал участие в боевых действиях против вооружённых формирований под командованием Н. И. Махно и Ю. О. Тютюнника в районе Ново-Георгиевск и Чигирин. Служил на должностях командира взводов в составе 1-го отдельного стрелкового батальона (66-й запасной полк) и 11-го Полтавского батальона (5-й Украинский полк). 31 июля 1920 года П. И. Метальников в районе села Малые Кобеляки попал в плен махновцам, но на следующий день бежал.

### Межвоенное время
С октября 1920 года служил на должностях командира рот в составе 5-го и 3-го Украинских стрелковых полков, в апреле 1921 года назначен на должность инструктора для поручений в 1-м Харьковском территориальном полку, в июне — на должность командира роты во 2-м полку особого назначения, дислоцированном в Харькове, а в феврале 1922 года — на должность командира взвода в составе 1-го отдельного полка особого назначения.
В сентябре 1922 года направлен на учёбу на 51-е Харьковские пехотные курсы, которые в октябре того же года были преобразованы в 6-ю Харьковскую пехотную школу. После окончания учёбы в сентябре 1924 года Метальников направлен в 69-й стрелковый полк (23-я стрелковая дивизия, Украинский военный округ), где служил на должностях командира взвода, помощника командира и командира роты, помощника помощника начальника штаба полка. В 1931 году переведён в штаб Украинского военного округа, где служил на должностях помощника начальника 6-го отдела (кадров) и начальника 3-го сектора. В 1932 году вступил в ряды ВКП(б).
С июля 1933 года служил начальником штаба и исполняющим должность командира 70-го стрелкового полка (24-я стрелковая дивизия), дислоцированного в Виннице. В период с января по июль 1936 года учился на курсах «Выстрел».
В октябре 1937 года Метальников назначен на должность командира 138-го стрелкового полка (46-я стрелковая дивизия, Киевский военный округ), который в конце 1938 года в составе дивизии был передислоцирован в Иркутск (Забайкальский военный округ).

### Великая Отечественная война
С началом войны 46-я стрелковая дивизия в составе 32-го стрелкового корпуса была передислоцирована в район Смоленска, где 138-й стрелковый полк под командованием П. И. Метальникова был передан 145-й стрелковой дивизии, после чего с 23 июля принимал участие в наступательных боевых действиях из района Рославля по направлению на Починок и Смоленск, в результате чего попал в окружение, из которого вышел 4 августа в юго-восточнее Ельни.
В сентябре полковник Метальников назначен на должность командира 479-го стрелкового полка (149-я стрелковая дивизия), после чего принимал участие в боевых действиях в ходе Вяземской и Можайско-Малоярославецкой оборонительных операций, во время которых трижды попадал в окружения.
22 января 1942 года назначен на должность командира 19-й отдельной курсантской стрелковой бригады, которая вела наступательные боевые действия по направлению на Киров, Людиново и Жиздру. В июле 1942 года бригада была передислоцирована на Кавказ, где была включена в состав 9-й армии (Закавказский фронт) принимала участие в боевых действиях в ходе Моздок-Малгобекской оборонительной операции, а также в районе городов Орджоникидзе и Малгобек, прикрывая Эльхонтовское направление.
22 февраля 1943 года назначен на должность командира 414-й Грузинской стрелковой дивизии, которая вскоре принимала участие в боевых действиях в ходе Краснодарской наступательной операции и затем обороняла побережье Азовского моря в районе Трофимов, Приморско-Ахтарск, Ачуево.
1 июля 1943 года назначен на должность командира 9-й горнострелковой дивизии, которая к 5 сентября была преобразована в 9-ю пластунскую дивизию в районе станицы Неберджаевская. В январе 1944 года дивизия была передислоцирована в район Тамани, а в конце апреля — в район Каменец-Подольска со включением в состав 18-й армии (1-й Украинский фронт), после чего участвовала в ликвидации бандеровских формирований. В августе дивизия была передана в состав 60-й армии, после чего принимала участие в ходе Львовско-Сандомирской наступательной операции, после чего перешла к оборонительным боевым действиям. 4 сентября генерал-майор П. И. Метальников был ранен, и по выздоровлении в октябре вернулся на прежнюю должность.
С 12 января 1945 года дивизия участвовала в ходе Висло-Одерской, Сандомирско-Силезской, Нижнесилезской и Верхнесилезской наступательных операций, в результате чего заняла плацдарм на Одере, откуда в марте продолжила наступление и вскоре принимала участие в ходе Моравско-Остравской и Пражской наступательных операции, а также в освобождении городов Опава, Штрален, Рыбник и Оломоуц.

### Послевоенная карьера
После окончания войны дивизия под командованием П. И. Метальникова в августе 1945 года была передислоцирована в Кубанский военный округ.
Генерал-майор Пётр Иванович Метальников 30 июля 1946 года вышел в отставку по состоянию здоровья, после чего жил в Краснодаре, где вёл активную общественную работу. В 1947—1955 годах был председателем краевого комитета ДОСААФ, а в 1957—1963 годах — председателем комитета содействия при Ленинском райвоенкомате Краснодара. Несколько раз избирался депутатом горсовета.
Умер 30 марта 1970 года в Краснодаре.

Генерал Пётр Иванович Метальников, выходец из народа. Прошёл большую жизнь, являлся опытным военачальником, обладавшим всеми качествами советского генерала, достойно и по праву командовавшего дивизией кубанских казаков. Его жизненный путь, искусство управления войсками и огромная общественная работа на благо Советской Родины служат примером для воинов дивизии и теперь.— Командир 9-й мсд Дорофеев А. А.

## Семья
- Жена — Анна Степановна Метальникова
  - Сын — Владимир (1925—1942), погиб в битве за Сталинград
  - Дочь — Виктория (в замужестве Петунина)
    - Внучка — Ирина Александровна Петунина

## Награды
- Орден Ленина (21.2.1945);
- Четыре ордена Красного Знамени (10.3.1943, 3.10.1943, 3.11.1944, 28.10.1967[4]);
- Орден Кутузова II степени (6.4.1945);
- Орден Отечественной войны I степени (28.5.1945);
- Медали.
- в т.ч. Медаль «За оборону Москвы»

## Память
- В память о ветеране установлен памятник.
- В год 50-летия Великой Победы по представлению Совета ветеранов одну из новых улиц Краснодара назвали именем Петра Метальникова.
- Новый микрорайон в районе улицы Петра Метальникова назван именем Петра Метальникова.
- В 2016 году краснодарской школе № 89 присвоено имя генерал-майора Петра Ивановича Метальникова.